# Bugnein
Bugnein é uma comuna francesa na região administrativa da Nova Aquitânia, no departamento dos Pirenéus Atlânticos. Estende-se por uma área de 11,24 km². Em 2010 a comuna tinha 248 habitantes (densidade: 22,1 hab./km²).